# Кванза (празник)
Кванза је годишња прослава афроамеричке културе, која се одржава од 26. децембра до 1. јануара, а кулминира заједничком гозбом званом Караму, обично шестог дана. Креирао га је активиста Маулана Каренга на основу традиције афричког фестивала жетве из различитих дјелова западне, источне, као и југоисточне Африке.
Први пут је прослављена 1966. године, а према процјенама из 21. вијека, број Американаца који славе Кванзу је између 500.000 и два милиона.

## Историја и етимологија
Амерички црни сепаратиста Маулана Каренга је организовао Кванзу по први пут 1966. током немира у Вотсу као нехришћански, посебно афроамерички празник. Каренга је истакао да је његов циљ био да пружи црнцима алтернативу постојећем празнику Божића и прилику да славе себе и своју историју, умјесто да једноставно имитирају праксу доминантног друштва. Каренга је био дио покрета Црна моћ током 1960-их и 1970-их и изјавио је да је стварање таквих празника подвукло суштинску премису да мора да се деси културна револуција прије насилне револуције, јер она даје идентитет, сврху и правац.
Каренга је изјавио да име Кванза потиче од фразе на свахилију matunda ya kwanza, што значи „први плодови“. Празници првих плодова постоје у јужној Африци и прослављају се током децембра и јануара уз јужни солстициј. Одлучено је да се име празника напише са додатним словом „а“ тако да има симболичних седам слова. Каренга је изјавио да је дјелимично био инспирисан извјештајем који је прочитао о Зулу фестивалу Умкоси Воквешвама.
Током првих година фестивала, Каренга је истакао да је он требало да буде алтернатива Божићу, вјеровао је да је Исус психотичан и да је хришћанство „бијела“ религија коју би црнци требало да избјегавају. Након што је стекао присталице, промијенио је своје мишљење како хришћани не би били отуђени, написавши у књизи из 1997. године Кванза: Прослава породице, заједнице и културе да фестивал није створен да људима да алтернативу њиховој сопственој религији или вјерски празник. Многи Афроамериканци који славе Кванзу чине то поред обиљежавања Божића.
Након стварања у Калифорнији, фестивал се проширио и ван Сједињених Америчких Држава. Током 1980-их празник је усвојила афроамеричка средња класа, а промовисање су заговарали Стиви Вондер и други хип-хоп извођачи. Бил Клинтон је донио закон о званичном усвајању закона, а Америчка пошта је 1997. године објавила званичну марку којом га је прославила. Доналд Трамп је 2011. оптужио предсједника Барака Обаму да је честитао Кванзу, а није Божић, што се испоставило да је лажна вијест, а затим је и сам честитао празник када је постао предсједник 2017.

## Седам принципа
Кванза слави оно што је њен оснивач назвао седам принципа Кванзе или Нгузо Саба, а првобитно су били названи седам принципа афричког насљеђа или Нгузу Саба. Развијени су 1965. годину дана прије оснивања саме Кванзе. Тих седам принципа су све ријечи на свахилију и заједно чине Каваиду или заједничку филозофију, синтезу националистичких, панафричких и социјалистичких вриједности.
Сваки од седам дана посвећен је једном од принципа и за сваки принцип се пали по једна свијећа, почев од једне првог дана до свих седам последњег.
Први принцип је Умоџа или јединство и тежи одржавању јединства у породици, заједници, нацији и раси. Други принцип је Куџича гулиа или самоопредјељење, који тежи да се људи дефинишу, да стварају и говоре за себе, трећи принцип је Уџима или колективни рад и одговорност, који тежи заједничком грађењу и одржавању заједнице, као и да проблеми браће и сестара буду проблеми свих у заједници и да се рјешавају заједно. Четврти принцип је Уџама или кооперативна економија, који тежи заједничком грађењу сопствених продавница, радњи и других послова, од којих ће заједно профитирати цијела заједница, пети принцип је Ниа или сврха, који тежи да колективни позив буде изградња и развој заједнице како би народу вратили традиционалну величину. Шести принцип је Кумба или креативност, који тежи томе да свако увијек ради колико може, на начин на који може, како би заједницу оставили љепшом и кориснијом него што су је наслиједили. Седми принцип је Имани или вјера, који тежи томе да људи вјерују у свој народ, своје родитеље, учитеље, вође и праведност и побједу њихове борбе.

## Симболи
Кванза има седам симбола, као и седам принципа, који одражавају вриједности афричке културе. Симболи су простирка (мкека), усјеви (мазао), свјећњак (кинара), кукуруз (мухинди), седам свијећа (мисхума саба), пехар јединства (Кикомбе ча умоџа) и поклони (завади).
Први симбол су усјеви, који представљају дјецу која славе, док кукуруз обично буде дио празничног оброка. Усјеви су такође симболични за афричке прославе бербе првог воћа од којих је Кванза преузела свој модел и значење и они представљају жетву добра и награду за колективни и продуктиван рад. Други симбол је простирка, која је симбол афричке традиције, историје и културе, а да би се нагласила централност и незамјенљива улога традиције, други главни симболи се постављају на њу. Трећи симбол је свјећњак са седам свијећа познат као кинара, који симболизује афричке коријене, матични народ и континенталне афричке претке. На кинари стоји четврти симбол, седам свијећа, што представља симбол седам принципа, као и афрички систем вриједности, а паљење свијећа симболизује древни ритуал „подизања свјетлости која траје“. У средини је црна свијећа која представља јединство, са десне стране су три зелене свијеће које представљају земљу, а са лијеве стране су три црвене свијеће које представљају борбу Афроамериканаца или проливање крви. Пети симбол је кукуруз, односно његови класови, који представљају симбол дјеце и будућности коју они оличавају. У Зулу културним наративима о поријеклу, стабљика кукуруза представља претке или родитеље, а кукуруз представља потомство у вјечном циклусу живота, смрти и поновног рођења. Шести симбол је пехар јединства, који симболизује основни принцип и праксу принципа умоџе (јединства). Користи се за пиће након говора о јединству, а такође се користи и за поливање тамбика (либације) у ритуалу сјећања на претке и њиховог насљеђа. Седми симбол су поклони, који симболизују труд и љубав родитеља, који награђују своју дјецу за преузете и извршене обавезе. Поклони обично не треба да буду прескупи и морају да садрже симбол насљеђа и књигу која одражава и појачава посвјећеност афричкој култури и знању.
Два додатна симбола су бендера и постер или други приказ Нгузо Сабе. Бендера је застава или барјак, на којој су црна, црвена и зелена боја, црна симболизује афрички народ, црвена њихову борбу, а зелена наду и будућност. Представљање Нгузо Сабе кроз постер потврђује њихову централну улогу у животу и борби за добар свијет. Такође, користе се бројне афричке књиге и умјетничка дјела, која представљају вриједности и концепте који одражавају афричку културу и допринос изградњи и јачању заједнице.

## Прославе
Породице које славе Кванзу украшавају своја домаћинства умјетничким предметима, користи се традиционална афричка тканина као што је кенте, жене носе кафтан и износи се свјеже воће које представља афрички идеализам. Уобичајено је да дјеца буду укључена у церемоније и да се одају поштовање и захвалност прецима поливањем либације, углавном уз заједнички пехар који се просљеђује свим слављеницима. Људи који нису афроамериканци такође славе празник.
Церемоније укључују музику и свирање бубњева, либације, читање књиге „Афрички завјет и принципи црнила“, размишљање о панафричким бојама, дискусију о афричком принципу дана или поглавља афричке историје, ритуал паљења свијећа, умјетничке представе и празник вјере познат као Караму ја имани. Честита се обично ријечима „Џојоус Кванза“ (Joyous Kwanzaa), а поздрав за сваки дан трајања празника је „Хабари Гани?“, што на свахилију значи „Како сте?“
У почетку су избјегавали мијешање празника или његових симбола, вриједности и праксе са другим празницима, јер су сматрали да би то нарушило принцип самоопредјељења и тиме нарушио интегритет празника, који је дјелимично замишљен као рекламација важних афричких вриједности. Током 2010-их и 2020-их, многе афроамеричке породице су почеле да славе Кванзу заједно са Божићем и Новом годином.
Организују се и културне изложбе као што је Дух Кванзе, годишња прослава која се одржава у Центру за сценске умјетности Џон Ф. Кенеди и представља интерпретативни плес, афрички плес, пјесме и поезију.

### Караму
Караму ја имани (Празник вјере) је празник који се обично одржава 31. децембра, шестог дана Кванзе. Развијен је у Чикагу током градског покрета панафричких организација 1971. године, када је то предложио Ханибал Африк, учитељ и један од оснивача школе усредсређене на Африку Шуле ја Ватото, као промотивну и образовну кампању за цијелу заједницу. Догађај је први пут организован 1. јануара 1973. на скупу којем је присуствовало око 200 људи у клубу Риџленд.
Године 1992. Национални црни уједињени фронт (НБУФ) у Чикагу одржао је једну од највећих прослава у земљи, када су били укључени плес, омладински ансамбл и главни говор истакнутог лидера црних националиста Конрада Ворила.

## Адхеренција
Популарност прославе Кванзе је опала са опадањем популарности црног сепаратистичког покрета. Прослава је опала и у комерцијалном и у контексту заједнице. Професор Универзитета у Минесоти Кит Мејс је у књизи објавио цифре људи који је прослављају, истичући да их је тешко одредити и за три друга главна афроамеричка празника, које он назива Дан Мартина Лутера Кинга млађег, Дан Малколма Икса и Дан еманципације робова.  Мејс је такође истакао да га у 21. вијеку славе и бијеле институције.
У анкети Националне малопродајне федерације из 2019. године, 2,6 одсто људи који су планирали да прославе зимски празник рекло је да ће славити Кванзу, а према истраживању из 2024. 14,4% становништва Сједињених Америчких Држава су Афроамериканци.
Са почетком од 1990-их, празник се све више комерцијализовао, а прва Халлмарк картица је продата 1992. године. Неки људи су изразили забринутост због тога што би комерцијализација могла да штети вриједностима празника.

## Препознавање
Прву Кванза марку, коју је дизајнирала Синтија Сент Џејмс, издала је Пошта Сједињених Америчких Држава 1997. године, а исте године је Бил Клинтон дао прву предсједничку објаву поводом обиљежавања празника. Честитке поводом прославе Кванзе су након њега објавили предсједници Џорџ В. Буш, Барак Обама, Доналд Трамп и Џо Бајден.
Маја Анџелоу је приповиједала у документарном филму из 2008. о Кванзи, под називом Црна свијећа, који је написао и режирао Молефи Кете Асанте, а у којем је глумио Chuck D.
У специјалу телевизијске серије Артур под називом Артуров савршени Божић, Брејнова породица је прославила Кванзу и додала је посебни Кванза сладолед (црвени, црни и зелени сладолед) на свој мени сладоледа.

## Ван Сједињених Америчких Држава
Друге земље у којима се слави Кванза су Јамајка, Француска, Канада и Бразил.
У Канади се слави у провинцијама укључујући Саскачеван и Онтарио, а Кванза недеља је први пут проглашена у Торонту 2018. године. Постоје локални огранци који су се појавила 2010-их у провинцијама попут Британске Колумбије, гдје постоје много мање групе дијаспоре, а сматра се да су чланови вјероватно имигранти из земаља попут Уганде.